# Canal Norte (Ontário)

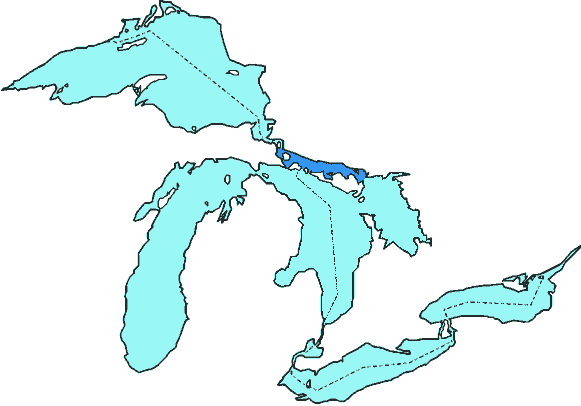
Canal Norte, em azul escuro.

O Canal Norte (em inglês:  North Channel) é um corpo de água ao longo da margem norte do Lago Huron, na província canadiana de Ontário. É fronteiro a leste à Baía Georgiana, a oeste pelo Rio St. Marys, a norte pelo Distrito de Algoma e a sul pelas ilhas Manitoulin, Cockburn, Drummond e St. Joseph.